# Venta de Bravo
Venta de Bravo es una localidad del estado mexicano de Michoacán. Es parte del municipio de Contepec. Fue fundada el 17 de junio de 1935.

## Toponimia
El nombre «Bravo» rinde homenaje a Nicolás Bravo, héroe de la Independencia de México.

## Demografía
| Gráfica de evolución demográfica |
|                                  |

| Censo | Población |
| ----- | --------- |
| 1940  | 674       |
| 1950  | 959       |
| 1960  | 1 403     |
| 1970  | 1 477     |
| 1980  | 1 331     |
| 1990  | 1 363     |
| 2000  | 1 286     |
| 2010  | 1 576     |
| 2020  | 1 464     |